# الگا دلا-وس-کاردوفسکایا
اُلگا دِلا-وُس-کاردوفسکایا (روسی: Ольга Людвиговна Делла-Вос Кардовская؛ ۲ سپتامبر ۱۸۷۵ – ۹ اوت ۱۹۵۲) نقاش اهل اوکراین بود.
او تحصیلات مقدماتی خود را در شهرهای خارکیف و سن پترزبورگ به اتمام رساند و سپس به مونیخ رفت تا مدرسهٔ آنتون آشبه تحصیل کند.

## نگارخانه

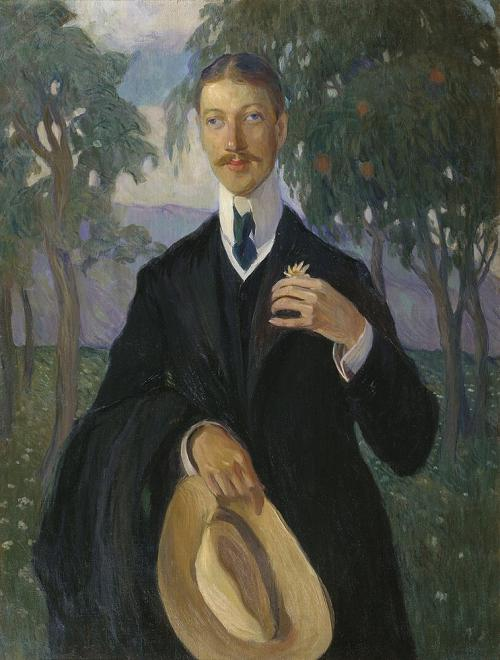
پرتره‌ای از نیکولای گومیلیف،  ۱۹۰۹
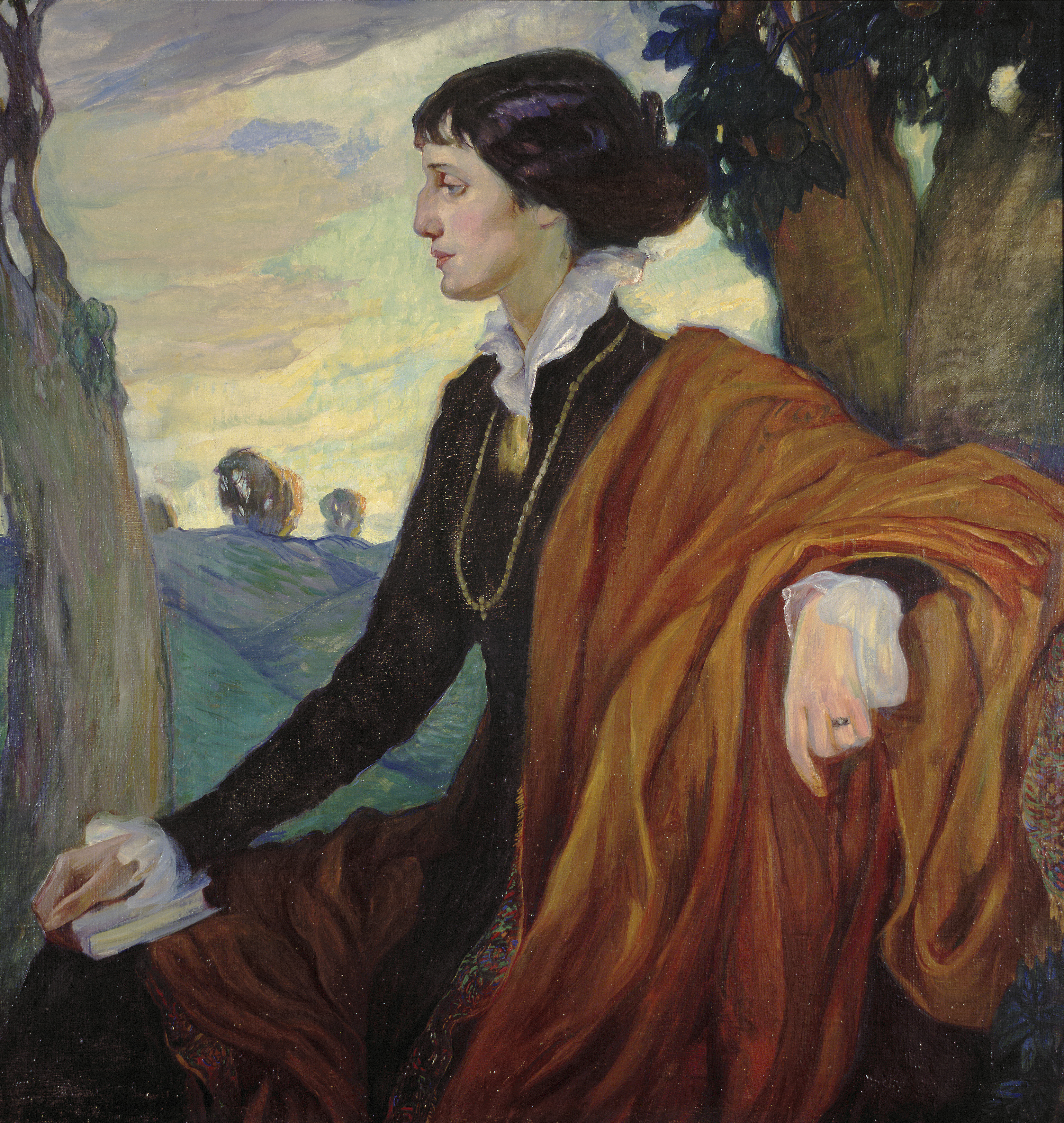
پرتره‌ای از آنا آخماتووا،  ۱۹۱۴